# Pierre Louis Moreau de Maupertuis
Pierre Louis Moreau de Maupertuis   (Sant-Maloù, 28 de setembre de 1698 - Basilea, 27 de juliol de 1759) va ser un matemàtic i físic francès del segle xviii, conegut per haver estat el primer a formular el principi de mínima acció.

## Vida
Maupertuis era fill de René Moreau, senyor de Maupertuis, i va rebre d'infant una educació adequada al seu estatus, amb preceptors particulars i bones escoles. El 1714 va ser enviat a estudiar al Collège de la Marche de París, on tindrà com a mestres Le Blond i Guisnée. Retornat a Saint Malo, comença a estudiar música el 1717, malgrat el seu interès per les matemàtiques. Fruit d'aquestes dues aficions, publicarà un article sobre les formes dels instruments musicals.
El 1718, el seu pare li aconsegueix un lloc de tinent en els mosqueters grisos i s'incorpora al seu regiment a Lilla. Tot i que aquest lloc en la cavalleria hauria estat un somni per a molts joves francesos, Maupertuis el deixa i se'n va a París, on comença a construir-se una reputació com a matemàtic en els cercles literaris, freqüentant els cafès Procope i Gradot, els escriptors Marivaux i La Motte, i els matemàtics Joseph Saurin, François Nicole i Thomas Fantet de Lagny. Finalment, el 1723 és nomenat adjunt de l'Acadèmie Royale des Sciences, i el 1725 membre de ple dret.
El 1728 viatja a Londres, on es relacionarà amb els deixebles de Newton, i el 1729 a Basilea, on prendrà classes de Johann Bernoulli i farà amistat amb Johann Bernoulli II. En els anys següents, es convertirà en el més ferm defensor del newtonisme a França, cosa que li valdrà l'irònic malnom de sir Isaac Maupertuis.
El 1735, és comissionat per dirigir la missió Geodèsica Francesa a Lapònia, juntament amb Anders Celsius, per mesurar un grau de meridià terrestre. Els resultats de la missió van confirmar les teories de Newton en contra de les de l'astrònom francès Jacques Cassini, cosa que mai no li va ser perdonada.
Quan Frederic II de Prússia arriba al tron (1740) ja coneixia Maupertuis perquè Voltaire n'hi havia parlat el 1738, i li ofereix la possibilitat de dirigir l'Acadèmia de Ciències de Berlín. Maupertuis, que el 1745 es casa amb una alemanya, mademoiselle de Borck, filla del ministre d'estat prussià, accepta el càrrec el 1746. A partir d'aquest moment, comencen els símptomes d'una llarga i penosa malaltia pulmonar que, barrejada amb les seves polèmiques, tant amb francesos com amb alemanys, el portaran a ser odiat per gairebé tothom. El mateix Voltaire en farà un retrat demolidor en el seu escrit satíric Micromegas (1752).
La seva malaltia s'agreuja i retorna a París; però, malgrat ser readmès a l'Acadèmie del Sciences, ja no és el mateix: el seu amic Montesquieu ha mort el 1752, Voltaire és el seu enemic més furibund. Tor i així, pren contacte amb Condorcet i altres autors de l'Encyclopédie i col·labora amb Lalande. Morirà en el seu viatge de retorn a Berlín, a la ciutat de Basilea, el 1758.

## Obra
El primer treball que va publicar, i que va provocar gran impacte a França, va ser el Discours sur les différentes figures des astres (París, 1732). Hi prenia partit per la idea newtoniana de l'aplanament de la Terra en els pols, en lloc de l'aplatament en l'equador que havien defensat els científics francesos cartesians com Jean Picard i els Cassini, pare i fill, després de les mesures geodèsiques per al plànol de França. Voltaire li va fer costat, però Johann Bernoulli es va posar de costat dels cartesians. Aquesta discrepància no es va solucionar fins que es va dur a terme la missió Geodèsica Francesa a Lapònia i al Perú per a mesurar un grau de meridià terrestre. Aquestes mesures van acabar donant la raó finalment a Newton. Vegeu l'obra de Alexis Claude Clairaut.

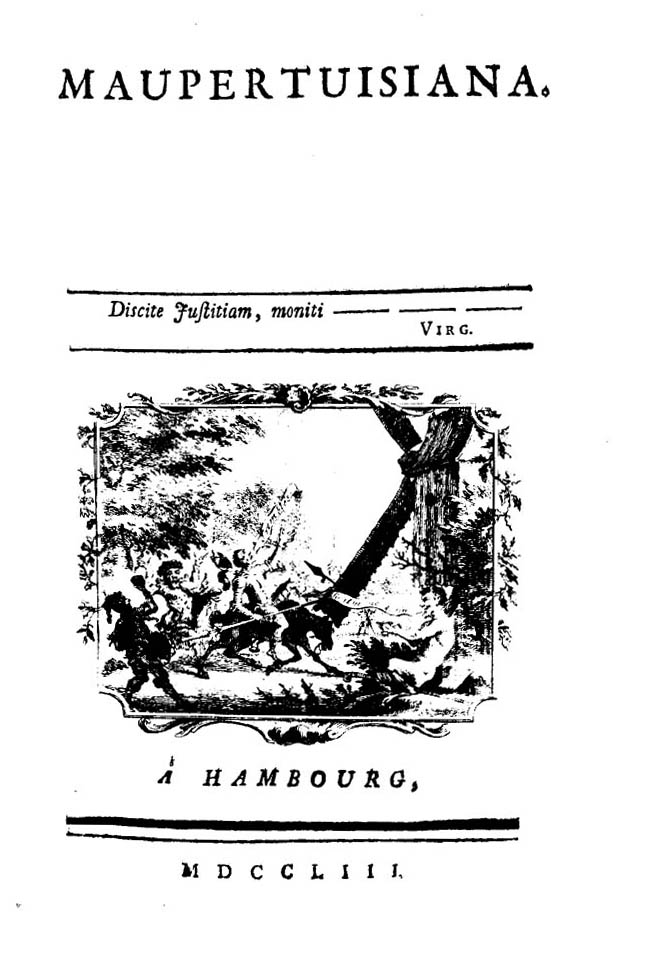
Maupertuisiana (1753) feta publicar anònimament per Voltaire o per König. A la portada es veu Don Quixot (Maupertuis) atacant els molins de vent amb la llança trencada i exclamant Tremoleu!, a sota seu està Sancho Panza (Euler) cavalcant una somera, mentre a la dreta un sàtir exclama: Així s'arriba a les estrelles!

El 1745, amb la publicació de Vénus physique, va tornar a aixecar grans polèmiques en oposar-se a les teories de la preformació embrionària, que fan que se l'hagi considerat un precursor de Mendel. En aquesta obra planteja, després d'algunes observacions de diverses generacions d'animals, la teoria de l'herència genètica, que anys després seria defensada per Jean-Baptiste Lamarck.
En un breu article de 1746, poc de temps després d'haver ocupat la presidència de l'Acadèmia de Ciències de Berlín, Les lois du mouvement et du repos és on explica el principi pel qual és més conegut: el principi de mínima acció. Amb aquest, pretén acabar amb la metafísica que envoltava la ciència física del seu temps, proveint-la d'un principi purament matemàtic que es pogués aplicar a la descripció, l'explicació i la previsió dels fenòmens de la natura. La paternitat d'aquest principi va ser posada en dubte per Johann Samuel König, un deixeble de Johann Bernoulli, que va afirmar que el principi estava plagiat de Leibniz en un article publicat el 1751 en Acta Eruditorum. Això va provocar un fort rebombori científic (i l'enemistat de Voltaire) en què va participar Euler defensant Maupertuis, i que es va resoldre amb una declaració institucional de l'Acadèmia de Ciències en contra de König.
L'any 1756, el mateix Maupertuis va fer un recull de les seves obres més importants i les va fer publicar en quatre volums a Lyon.

## Llegat
Arthur Schopenhauer va manifestar que la doctrina «més important i brillant» d'Immanuel Kant, la de la idealitat de l'espai i de l'existència merament fenomènica del món corporal (vegeu Crítica de la raó pura), havia sigut inspirada per Maupertuis.
Maupertuis és el nom donat a un cràter d'impacte que es troba en la part nord de la cara visible de la Lluna. Es troba a la zona de terreny accidentat al nord del Sinus Iridum, una badia en el sector nord-oest del Mare Imbrium.

## Referències

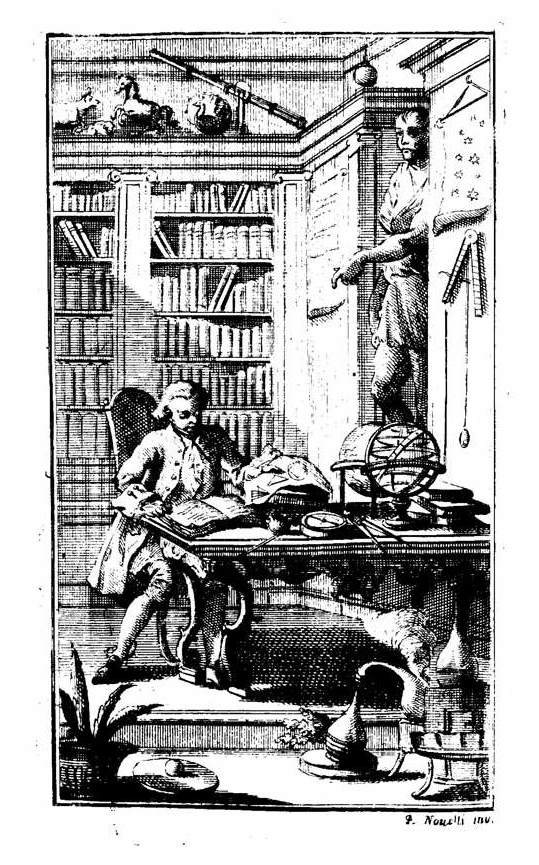
Lettres